# Marce (Pantón)
Marce es una aldea española situada en la parroquia de Vilar de Ortelle, del municipio de Pantón, en la provincia de Lugo, Galicia.

## Historia
La escuela de Marce fue igualmente sufragada por emigrantes, al igual que la Torre del Reloj, según la placa que aún puede verse en su fachada en ruinas y semioculta entre la maleza. En ella se lee: "Residentes de Marce en Buenos Aires. Fundada el 25 de abril de 1920". 
En 1944, llegó como maestro a esta escuela Juan García-Fuentes Grosso, sevillano que cambió su destino a un compañero por esta aldea. En los años en que estuvo al frente, además de atender cada curso a unos 45 alumnos, algunos de aldeas cercanas, organizó una escuela de adultos y puso en marcha el Cuadro Artístico de Marce.
En 1952 Marce contaba, además de la escuela, con una tienda-cantina, matrona, barbero, herrero, molino y costurera. En la capilla de San Marcos, ubicada en la parte alta del pueblo, se celebraba misa un día por semana. El retablo de la capilla es atribuido por la tradición oral a Francisco de Moure, autor del que hay en la iglesia de Los Escolapios de Monforte de Lemos. El patrón de Marce se celebraba el 25 de abril y es la festividad de San Marcos.

## Demografía
En la actualidad quedan quince hogares y llegó a tener quinientos habitantes en los años 1920. Don Ramón Castro López, párroco de Vilar de Ortelle, publicó en 1929 una obra en la que asegura que este pueblo tenía unos 50 vecinos y tuvo unos 60 antes de las corrientes migratorias. En 1974 la Enciclopedia Gallega recogía en la entrada de su nombre que contaba con 120 habitantes.
| Gráfica de evolución demográfica de Marce entre 2000 y 2019 |
|                                                             |
| Datos según el nomenclátor publicado por el INE.            |

## Festividades
Algunas fiestas populares de gran arraigo también tenían gran protagonismo, como los mallos, cuando se cantaban canciones primaverales y se hacían vestimentas con hojas de higuera. O el fiandón, momento en que se agrupaban los vecinos junto al fuego para tejer, hilar o calcetar y contar antiguas leyendas o sucesos de la aldea. También en carnavales tenía lugar el jueves de comadres, y se hacía un enorme espantapájaros. En la época de la Trilla se recogía el centeno y se trillaba. 

## Patrimonio histórico
- Castro de Marce, llamado también Castillo de Marce, se sitúa en lo alto de una montaña a 1 km de la aldea de Marce en lo alto del río Miño.
- La Torre de Marce; esta torre fue casa de mucho linaje y de mucha importancia en el siglo XV.
- La Torre del Reloj, torre con reloj de campana, construida en el año 1950 por la Asociación de vecinos de Marce en Buenos Aires, se sitúa a 100 metros de la llamada Torre de Marce.

## Turismo
Uno de los principales atractivos turísticos de Marce hoy en día es la cascada de Augacaída. Esta cascada surge en el curso del regato de Aguianza y es una lengua de agua de unos 40 metros que se despeña y va a encontrarse con las aguas del río Miño, en la Ribeira Sacra.